# Кусиці
Кусиці (пол. Kusice) — село в Польщі, у гміні Малехово Славенського повіту Західнопоморського воєводства.